# GJ 1289
GJ 1289 este o stea din constelația Andromeda.
1. ↑  The rotation and galactic kinematics of mid M dwarfs in the solar neighborhood[*] Verificați valoarea |titlelink= (ajutor)